# Anolis altae
Anolis altae −  gatunek jaszczurki z rodziny Anolidae.

## Systematyka
Gatunek zalicza się do rodzaju Anolis. Zaliczany bywał też do Norops, obecnie uznawanego za młodszy synonim Anolis.
Rodzaj Anolis umieszcza się obecnie w monotypowej rodzinie Anolidae. W przeszłości zaliczano go jednak do rodziny legwanowatych (Iguanidae).

## Rozmieszczenie geograficzne
Zwierzę zamieszkuje niżej położone tereny górskie w Kostaryce: Cordillera de Tilarán, Cordillera Central oraz Cordillera de Talamanca.
Bytuje na wysokości pomiędzy 1250 i 2130 m nad poziomem morza.

## Siedlisko
Kryje się w dziurach, często tych powstałych na skutek działalności ludzkiej. Habitat tej jaszczurki to niżej położone tereny górskie, porośnięte lasami deszczowymi, jak również krzakami i rzadkimi drzewami.

## Zagrożenia i ochrona
W Czerwonej księdze gatunków zagrożonych IUCN Anolis altae jest klasyfikowany jako gatunek najmniejszej troski (LC, ang. Least Concern).
Jaszczurka ta nie należy do pospolitych.
Gatunkowi lokalnie zagraża utrata środowiska naturalnego spowodowana nielegalnym wyrębem lasu. Z obszarów chronionych IUCN wymienia jej obecność w obrębie m.in. Parku Narodowego Volcán Poás czy Parku Narodowego Tapantí. Organizacja ta dostrzega potrzebę prowadzenia dalszych badań w celu lepszego poznania gatunku.